# Línea 311 (Interurbanos Madrid)
La línea 311 de la red de autobuses interurbanos de Madrid unía la terminal de autobuses de Conde de Casal con Arganda del Rey. 

## Características
Esta línea unía Madrid con el municipio de Arganda del Rey en aproximadamente 35 min. Además prestaba servicio a Rivas-Vaciamadrid. No prestaba servicio el mes de agosto.
Estaba operada por la empresa Argabús mediante concesión administrativa del Consorcio Regional de Transportes de Madrid.

### Horarios de salida
| Lunes a viernes laborables                                    |
| A 6:15 - 6:30 - 7:09 - 7:15 - 7:19 - 8:10 - 9:10 - 11:10      |
| 13:30 - 13:40 - 15:20 - 16:30 - 19:10 - 19:40 - 20:10 - 20:45 |
| Fin de semana y festivos                                      |
| A 6:15                                                        |

| Lunes a viernes laborables                                    |
| A 5:30 - 6:37 - 6:55 - 7:00 - 11:50 - 14:00 - 14:55 - 15:10   |
| 15:30 - 15:50 - 16:50 - 17:50 - 18:50 - 20:50 - 22:10 - 22:45 |
| Sábados laborables                                            |
| A 5:30 - 7:05                                                 |
| Domingos y festivos                                           |
| A 5:30                                                        |

## Recorrido y paradas

### Sentido Arganda del Rey
La línea inicia su recorrido en el intercambiador de Conde de Casal, en este punto se establece correspondencia con las líneas del corredores 3 con cabecera aquí así como algunas líneas urbanas . En la superficie efectúan parada varias líneas urbanas con las que tiene correspondencia, y en la cercanía enlaza con Metro de Madrid.
Tras abandonar el intercambiador , la línea sale a la Autovía del Este, por la que se dirige hacia Valencia hasta llegar a la salida 4, donde se desvía para entrar en la vía de servicio, que recorre entera parando en dos paradas una en el barrio de Vallecas y otra en la Universidad Politécnica. Después prosigue su camino por la autovía a través de las vías de servicio parando en el barrio de Santa Eugenia y en Valdemingomez. 
Pasado Valdemingomez efectúa parada en la vía de servicio de la salida 20 a la altura de Rivas-Vaciamadrid, dado una parada a este municipio. Seguidamente prosigue su camino por dicha autovía efectuando paradas en el barrio de Puente de Arganda y a la altura del Campo de Experimentación, todos ellas realizadas en el municipio de Arganda del Rey.
Más tarde se desviara por la salida 22 y en la rotonda más próxima girara a la derecha, entrando por la Avenida de Madrid y realizando paradas en esta calle. Seguirá esta calle hasta la rotonda con el cruce de la Avenida del Ejército, donde tomara la calle anteriormente indicada, recorriéndola entera, hasta su parada final que es el Ayuntamiento de Arganda.
| parada                                 | ubicación                                     | parada común con:                                                        | enlaces        | municipio         | zona |
| -------------------------------------- | --------------------------------------------- | ------------------------------------------------------------------------ | -------------- | ----------------- | ---- |
| Intercambiador Conde de Casal          | Avda. del Mediterráneo                        |                                                                          | Conde de Casal | Madrid            |      |
| Avda. Pablo Neruda                     | Autovía del Este, km. 5,7                     | 311A 312 312A 331 332 333 334 336 337 339 341 N301 N302 N303 63 145 E N9 |                | Madrid            |      |
| Universidad Politécnica de Madrid      | Autovía del Este, km. 7,3                     | 311A 312 312A 331 332 333 334 336 337 339 341 N301 N302 N303 63 145 E N9 |                | Madrid            |      |
| Santa Eugenia                          | Autovía del Este, km. 9,4                     | 311A 312 312A 313 326 331 332 333 334 336 337 339 341 351N301 N302 N303  | Santa Eugenia  | Madrid            |      |
| Valdemingomez                          | Ctra del Vertedero Municipal de Valdemingómez | 311A 312 312A 336 337 339 N303                                           |                | Madrid            |      |
| Rivas-Vaciamadrid (Pueblo)             | Autovía del Este, km. 18,7                    | 311A 312 312A 336 337 351 352 353 N303                                   |                | Rivas-Vaciamadrid |      |
| Puente de Arganda                      | Autovía del Este, km. 20,8                    | 311A 312 312A 313 326 330 336 337 351 352 353 N303                       |                | Arganda del Rey   |      |
| Viveros                                | Autovía del Este, km. 22                      | 311A 312 312A 330 N303                                                   |                | Arganda del Rey   |      |
| Casa Postas                            | Avda. de Madrid, 3                            | 312 330 351 352 353                                                      |                | Arganda del Rey   |      |
| Ford                                   | Avda. de Madrid, 105                          | 312 330 351 352 353 2                                                    |                | Arganda del Rey   |      |
| Mercadona                              | Avda. de Madrid, 89                           | 312 330 2                                                                |                | Arganda del Rey   |      |
| Jhonson & Jhonson                      | Avda. de Madrid, 51                           | 285 311A 312 312A 330 351 352 353 N303 2                                 |                | Arganda del Rey   |      |
| Finanzauto                             | Avda. de Madrid, 35                           | 285 311A 312 312A 330 351 352 353 N303 2                                 |                | Arganda del Rey   |      |
| Autoservicio Día                       | Avda. de Madrid, 7                            | 285 311A 312 312A 330 351 352 353 N303 2                                 |                | Arganda del Rey   |      |
| esquina Avda. de San Martín de la Vega | Avda. del Ejército, 67                        | 311A 312 312A 313 320 322 326 350A 350B 350C N303 1                      |                | Arganda del Rey   |      |
| Cooperativa vinícola                   | Avda. del Ejército, 40                        | 311A 312 312A 320 322 326 350A 350B 350C N303 1                          | Arganda        | Arganda del Rey   |      |
| Aguilares                              | Avda. del Ejército, 1                         | 311A 312 312A 320 322 326 350A 350B 350C N303 1                          |                | Arganda del Rey   |      |
| Ayuntamiento                           | Plaza de la Constitución, 5                   | 311A 312 312A 320 322 326 350A 350B 350C 1 2                             |                | Arganda del Rey   |      |

### Sentido Madrid
El recorrido empieza en la Plaza de la Constitución donde se desvía hacia Calle Juan de la Cierva. Al terminar esta, sigue por la Carretera de Loeches, hasta la Plaza del Progreso en la cual, se desvía hacia la Avenida de Madrid hasta el final de ella.
Después continúa su camino dirección Madrid, pasando por la vía de servicio de la salida 21 y efectuando parada en el barrio de Puente de Arganda. Después se desvía por la siguiente salida y parando cerca de la estación de metro de Rivas-Vaciamadrid. 
Seguidamente continúa su camino por la vía de servicio hasta salir por la calzada central a la altura del Ensanche de Vallecas. Proseguida mente parara en el barrio de Santa Eugenia y en la vía de servicio a la altura de la Universidad Politécnica llegando así hasta el Intercambiador de Conde de Casal.
| parada                            | ubicación                   | parada común con:                                                                    | enlaces        | municipio         | zona |
| --------------------------------- | --------------------------- | ------------------------------------------------------------------------------------ | -------------- | ----------------- | ---- |
| Ayuntamiento                      | Plaza de la Constitución, 5 | 311A 312 312A 320 322 326 350A 350B 350C 1 2                                         |                | Arganda del Rey   |      |
| Zoco de Arganda                   | Ctra. de Loeches, 7         | 311A 312 312A 313 320 321 322 326 350A 350B N303 1 2                                 |                | Arganda del Rey   |      |
| Parque Carlos Gonzalez            | Ctra de Loeches, 37         | 285 311A 312 312A 313 320 326 N303 1 2                                               |                | Arganda del Rey   |      |
| Autoservicio Día                  | Avda. de Madrid, 12         | 285 311A 312 312A 330 326 351 352 353 N303 2                                         |                | Arganda del Rey   |      |
| Finanzauto                        | Avda. de Madrid, 66         | 285 311A 312 312A 330 326 351 352 353 N303 2                                         |                | Arganda del Rey   |      |
| Jhonson & Jhonson                 | Avda. de Madrid, 57         | 285 311A 312 312A 330 351 352 353 N303 2                                             |                | Arganda del Rey   |      |
| Mercadona                         | Avda. de Madrid, 92         | 312 326 330 2                                                                        |                | Arganda del Rey   |      |
| Ford                              | Camino de los Canes, 2      | 312 326 330 351 352 353 2                                                            |                | Arganda del Rey   |      |
| Casa Postas                       | Avda. de Madrid, 132        | 312 326 330 351 352 353 2                                                            |                | Arganda del Rey   |      |
| Viveros                           | Avda. de Madrid, 138        | 311A 312 312A 326 330 N303                                                           |                | Arganda del Rey   |      |
| Puente de Arganda                 | Autovía del Este, km. 20,7  | 311A 312 312A 313 326 330 336 337 N303                                               |                | Arganda del Rey   |      |
| Rivas-Vaciamadrid (Pueblo)        | Autovía del Este, km. 18,8  | 311A 312 312A 313 336 351 352 353 N303                                               |                | Rivas-Vaciamadrid |      |
| Santa Eugenia                     | Autovía del Este, km. 9,4   | 311A 312 312A 313 326 331 332 333 334 336 337 339 341 351 N301 N302 N303             | Santa Eugenia  | Madrid            |      |
| Universidad Politécnica de Madrid | Autovía del Este, km. 7,3   | 311A 312 312A 313 326 331 332 333 334 336 337 339 341 351 N301 N302 N303 63 145 E N9 |                | Madrid            |      |
| Avda. Pablo Neruda                | Autovía del Este, km. 5,7   | 311A 312 312A 313 326 331 332 333 334 336 337 339 341 351 N301 N302 N303 145 E       |                | Madrid            |      |
| Intercambiador Conde de Casal     | Avda. del Mediterráneo      |                                                                                      | Conde de Casal | Madrid            |      |